# سفين بوي
سفين بوي (بالألمانية: Sven Boy)‏ هو لاعب كرة قدم ألماني، ولد في 2 أكتوبر 1976 في ألمانيا الغربية. لعب مع آينتراخت براونشفايغ وأرمينيا بيليفيلد وغرويتر فورت ونادي بوخوم وهولشتاين كيل.

## وصلات خارجية
- سفين بوي على موقع قاعدة بيانات كرة القدم.إي يو (الإنجليزية)
- سفين بوي على موقع بيانات كرة القدم. دي إي (الألمانية)
- سفين بوي على موقع عالم كرة القدم.نت (الإنجليزية)